# Jornalismo econômico
Jornalismo Econômico é a especialização da profissão jornalística nos fatos relacionados à Economia do país, da cidade ou do mundo, além de temas relacionados como Tecnologia, Emprego e Mercado Imobiliário.
As primeiras coberturas de Economia surgiram ainda no século XVII, junto com os primeiros boletins noticiosos publicados por banqueiros e comerciantes europeus (ver História da Imprensa). No início da imprensa industrial, no entanto, estas editorias tinham destaque tímido e publicavam matérias de interesse restrito, como cotações de moedas estrangeiras, valores de gêneros alimentícios, informes sobre falências e concordatas, entre outras.
O Jornalismo Econômico nos países de sistema capitalista é particularmente concentrado na iniciativa privada (empresas particulares) e sua relação com o setor público (governos, empresas estatais, órgãos públicos). Já nos países de sistema socialista — como já houve vários e até hoje existem —, a pauta é mais dependente das políticas de governo, das metas oficiais e das empresas estatais, além da chamada "economia popular".

## Temas
As pautas do Jornalismo Econômico incluem a cobertura de eventos (feiras, lançamentos de projetos, relatórios, negociações entre empresas, trâmites judiciais sobre empresas), as instituições que geram produtos e fatos (empresas, indústrias, mercado financeiro, órgãos oficiais, institutos de pesquisa econômica), as políticas públicas para a área (ministérios da área econômica, secretarias de fazenda) e o dia-a-dia do setor.
Nestes assuntos do cotidiano, incluem-se: medidas para conter inflação, taxas de juros, controle dos preços, prioridades em obras públicas, cortes em orçamentos do Estado, mudança de taxas bancárias, reajustes salariais, previsões de lojistas sobre vendas, estimativas de produção, safras e colheitas agrícolas, abastecimento, mudanças nas diretorias de associações de classe, patronais e sindicatos, etc..
Jornais e noticiários de TV ou de rádio costumam informar diariamente as cotações das bolsas de valores, do petróleo, do ouro e das principais moedas internacionais (dólar, euro, libra esterlina, iene, yuan, rublo).
Também são privilegiados assuntos que digam respeito diretamente à vida do consumidor, influenciando nos hábitos de compra e venda, modificando seu poder aquisitivo ou alterando a economia doméstica.
Assim como outras especializações, o Jornalismo Econômico está em diálogo permanente com outras editorias: matérias sobre ministros dando orientações de macroeconomia também são da área de Política; mudanças em instituições financeiras globais são compartilhadas com a Internacional; crimes financeiros e fraudes bancárias podem aparecer na página de Polícia.

## Subeditorias
As editorias de Economia de jornais de grande circulação brasileiros costumam se dividir em quatro setores ou subeditorias:
- Macroeconomia - cobre as políticas de Estado para economia, preços, inflação, salários, emprego, desemprego, crescimento, recessão, orçamento, endividamento, contas nacionais, balança comercial, importação & exportação
- Finanças - cobre o mercado financeiro, bolsas de valores, mercado de ações, títulos públicos, juros bancários, bancos, Banco Central, bolsas de mercadorias e futuros, especulação, câmbio (moedas estrangeiras), commodities
- Negócios - cobre as empresas (estatais e iniciativa privada), fusões, aquisições, separações, parcerias, pesquisa & desenvolvimento e tecnologia, marketing, casos de sucesso entre empresários e executivos
- Infraestrutura - cobre obras públicas, investimentos e manutenção em energia, eletricidade, combustíveis, transportes, telecomunicações, telefonia, radiodifusão

Publicações especializadas em Jornalismo Econômico costumam dividir estas mesmas áreas de diferentes maneiras, como colocar "Macroeconomia" sob a rubrica de "Nacional" ou "País", "Negócios" dividido por setor industrial/comercial, e assim por diante.

## Economês
Mais do que outras especializações jornalísticas, que também possuem seus termos e jargões próprios, a área de Economia é a mais criticada por utilizar uma linguagem particular — apelidada de Economês — nos textos. Segundo alguns críticos, este tipo de codificação seria intencional e serviria exatamente para restringir o acesso da maioria da população aos problemas econômicos e suas causas, limitando este conhecimento aos meios especializados. Jornalistas da área, no entanto, acreditam que determinados termos são abstratos demais para ser explicados a cada matéria, e que o didatismo não seria função da imprensa.
A respeito destes códigos, o jornalista Aylê Salassié Filgueiras Quintão, em seu livro "O Jornalismo Econômico no Brasil depois de 1964", comenta:

"Além da contribuição dada para ritualizar ainda mais a função do Jornalismo Econômico, o uso repetido e constante de indicadores de preços, de custos, de produção, de consumo ou de liquidez, simbolizando práticas mercadológicas, atua também no sentido de confundir o texto da notícia e, em conseqüência, o leitor. Por prejulgarem que alguns desses símbolos são por demais conhecidos, muitos jornalistas e jornais não os traduzem para o público."

## Jornalismo Econômico no Brasil
No Brasil, alguns dos maiores expoentes profissionais em Jornalismo Econômico são Ricardo Amorim, Míriam Leitão, Joelmir Betting, George Vidor, Carlos Alberto Sardenberg, Lilian Witte Fibe, Luís Nassif,Suely Caldas, Sônia Racy, Fátima Turci, e Flavia Oliveira, além de Celso Ming, Sérgio Léo, Denise Campos de Toledo, Salette Lemos, Guilherme Barros, Ivo Ribeiro, Joaquim Castanheira, Maria Christina Carvalho, Gregório José (Uberlândia) e Vicente Nunes entre outros.
Segundo José Venâncio de Resende, em seu livro Construtores do Jornalismo Econômico (ed. Ícone), que se refere ao Brasil, os pioneiros na área foram Geraldo Banas, fundador da editora de mesmo nome, e Benedicto Ribeiro, nos anos 1950.
Os principais veículos (jornais e revistas) dedicados ao tema são as revistas Exame, IstoÉ Dinheiro, "Época Negócios" e os jornais Valor Econômico, Jornal do Commercio (Rio de Janeiro), Diário Mercantil e Monitor Mercantil. No passado, houve também os jornais Gazeta Mercantil e Brasil Econômico, ambos já extintos.
As editorias de economia dos principais jornais diários brasileiros são chamadas de "Economia & Negócios" no JB, "Dinheiro" na Folha de S.Paulo, "Economia & Negócios" em O Estado de S.Paulo, "Economia" em O Globo, "Economia" em O Dia, "Economia" no Zero Hora, "Economia" no Estado de Minas,
"Economia" em A Tarde, "Economia" no Diário de Pernambuco, "Economia" no Correio Braziliense e "Economia" em O Popular, "Economia" no O Povo e "Negócios" no Diário do Nordeste.
Na televisão, alguns programas de referência são o Conta Corrente e Mundo S/A, ambos do canal Globo News.